# Bartholomäerbach
Der Bartholomäerbach ist ein rund 0,5 Kilometer langer rechter Nebenfluss des Liebochbaches in der Steiermark. Er entspringt nordöstlich des Hauptortes von Sankt Bartholomä und fließt zuerst geradlinig und dann in einen flachen Linksbogen insgesamt nach Südwesten. Östlich von Sankt Bartholomä mündet er westlich der L336 in einen Seitenarm des Liebochbaches, der bald danach nach rechts abknickt.